# Sosnovskij rajon (Oblast' di Čeljabinsk)
Il Sosnovskij rajon (in russo Сосновский район?) è un rajon dell'oblast' di Čeljabinsk, nella Russia asiatica; il capoluogo è Dolgoderevenskoe. Istituito nel 1934, ricopre una superficie di 2.071 chilometri quadrati e consta di una popolazione di circa 88.000 abitanti.